# Nationalisme bavarois

Un des deux drapeaux de la Bavière.

Le nationalisme bavarois est une idéologie politique nationaliste qui soutient que les Bavarois sont une nation et favorise l'unité culturelle des Bavarois. Il forme un phénomène important depuis l'incorporation du royaume de Bavière dans l'Empire allemand en 1871. Les nationalistes bavarois contestent les conditions de l'entrée de la Bavière dans l'Allemagne en 1871, et prétendent que le gouvernement allemand a longtemps empiété sur l'autonomie souhaitée de la Bavière, et que des appels ont été lancés en faveur de l'indépendance de la Bavière,.
Après la défaite de l'Allemagne lors de la Première Guerre mondiale, le nationalisme bavarois se renforce, devenant populaire parmi les mouvements politiques révolutionnaires et réactionnaires. Après l'effondrement de l'Autriche-Hongrie après la Première Guerre mondiale, des propositions sont également faites pour que l'Autriche rejoigne la Bavière. À cette époque, le gouvernement bavarois s'intéresse particulièrement à l'intégration des régions du Tyrol du Nord et de la Haute-Autriche à la Bavière. Il s'agit d'un problème grave au lendemain de la Première Guerre mondiale, avec un nombre important de Nord-Tyroliens d'Autriche déclarant leur intention de voir le Tyrol du Nord rejoindre la Bavière.

## Histoire
Les origines de la montée du nationalisme bavarois en tant que mouvement politique remontent à la guerre austro-prussienne et à ses suites. La Bavière était politiquement et culturellement plus proche de l'Autriche catholique que la Prusse protestante et les Bavarois partageaient avec les Autrichiens un mépris commun pour les Prussiens, conduisant la Bavière à s'allier à l'Autriche dans la guerre. L'Autriche, la Bavière et ses alliés sont vaincus par la Prusse et ses alliés. Par la suite, la Bavière versa une importante indemnité à la Prusse et rejoignit l'Empire allemand fondé par la Prusse en 1871. Après l'unification avec l'Allemagne en 1871, les nationalistes bavarois s'opposèrent catégoriquement à la domination prussienne de l'État allemand et refusèrent toute intégration ultérieure dans l'Empire allemand.

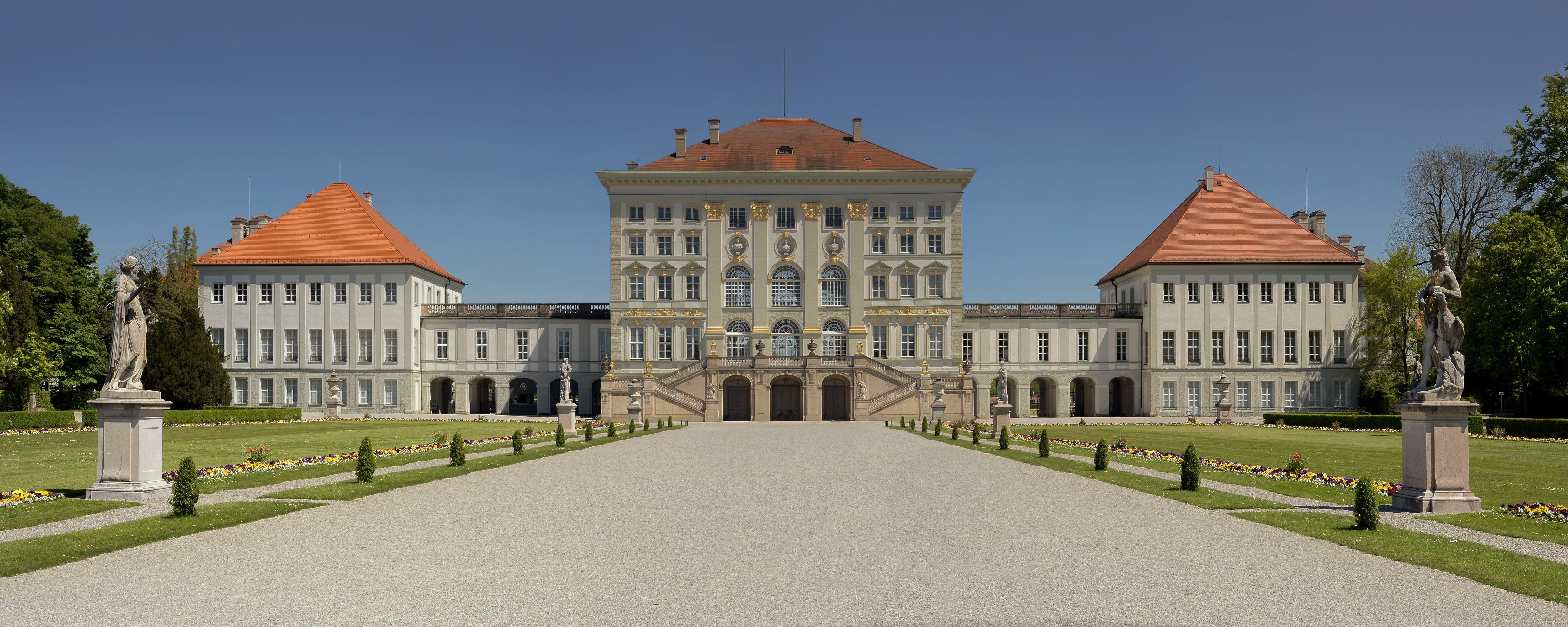
Le château de Nymphenburg à Munich, l'un des principaux palais des souverains historiques de Bavière.

Après la défaite de l'Allemagne pendant la Première Guerre mondiale, la révolution se propage à travers l'Allemagne, y compris la Bavière, avec le renversement de la monarchie bavaroise et la proclamation de la Bavière en tant qu'État communiste indépendant (la République des conseils de Bavière). Après l'effondrement de la République des conseils, le nationalisme bavarois – associé à des tendances anti-prussiennes et antisémites – devient populaire parmi les mouvements radicaux et réactionnaires.
Après l'effondrement de l'Autriche-Hongrie, des propositions sont faites pour que l'Autriche rejoigne la Bavière. Le gouvernement bavarois est particulièrement intéressé par l'intégration des régions du Tyrol du Nord et de la Haute-Autriche à la Bavière. De telles propositions sont accueillies avec intérêt par un nombre important de Nord-Tyroliens désireux d'adhérer à la Bavière. Les actions du gouvernement bavarois incitent le gouvernement allemand à réagir en proposant l'annexion de l'Autriche à l'Allemagne.
En 1923, le petit parti nazi d'alors, dans ce qui est devenu connu sous le nom de Putsch de la Brasserie, tente de prendre le pouvoir en Bavière comme première étape de sa marche planifiée sur Berlin pour renverser le gouvernement de la république de Weimar. La tentative échoue. Les nationalistes bavarois et le parti nazi se disputent une base de soutien ; cependant, même aux élections de 1932, lorsque le parti nazi remporte une grande victoire, les nazis ne réussient pas à dépasser le parti catholique Parti populaire bavarois du sud de la Bavière, ne s'emparant que des régions protestantes de Franconie.
Après la prise de pouvoir par les nazis, le nouveau gouvernement revendique l'existence de plusieurs complots séparatistes bavarois et utilise ces affirmations pour réprimer l'opposition bavaroise, y compris pour renverser le gouvernement locale. Initialement, de nombreux Bavarois soutiennent l'effort de guerre de l'Allemagne pendant la Seconde Guerre mondiale parce qu'il est dépeint comme une campagne anticommuniste. Le nationalisme bavarois réapparaît à la fin de la guerre, et les nationalistes bavarois sollicitent l'appui des Alliés pour la création d'une Bavière indépendante. Finalement, l'autonomie de la Bavière est accordée au sein d'une Allemagne fédérale.
Dans les années 1950, le Parti bavarois, séparatiste, joue un rôle important dans la politique de l'État bavarois, avec un taux de participation de 5 à plus de 20 % aux élections provinciales et fédérales. Le parti bavarois fait partie de la coalition gouvernementale dirigée par Wilhelm Hoegner de 1954 à 1957, avec les sociaux-démocrates et le Parti libéral-démocrate. Le succès électoral du parti a considérablement diminué au cours des décennies suivantes. En 2013, le parti bavarois recueille 2,1 % des suffrages aux élections nationales.
Dans un sondage réalisé en 2017 par YouGov, 32 % des Bavarois soutiennent l'idée d'indépendance.